# Granbergstjärnen, Västerbotten
Granbergstjärnen är en sjö i Robertsfors kommun i Västerbotten och ingår i Kålabodaåns huvudavrinningsområde.